# Arhitectură Cape Dutch

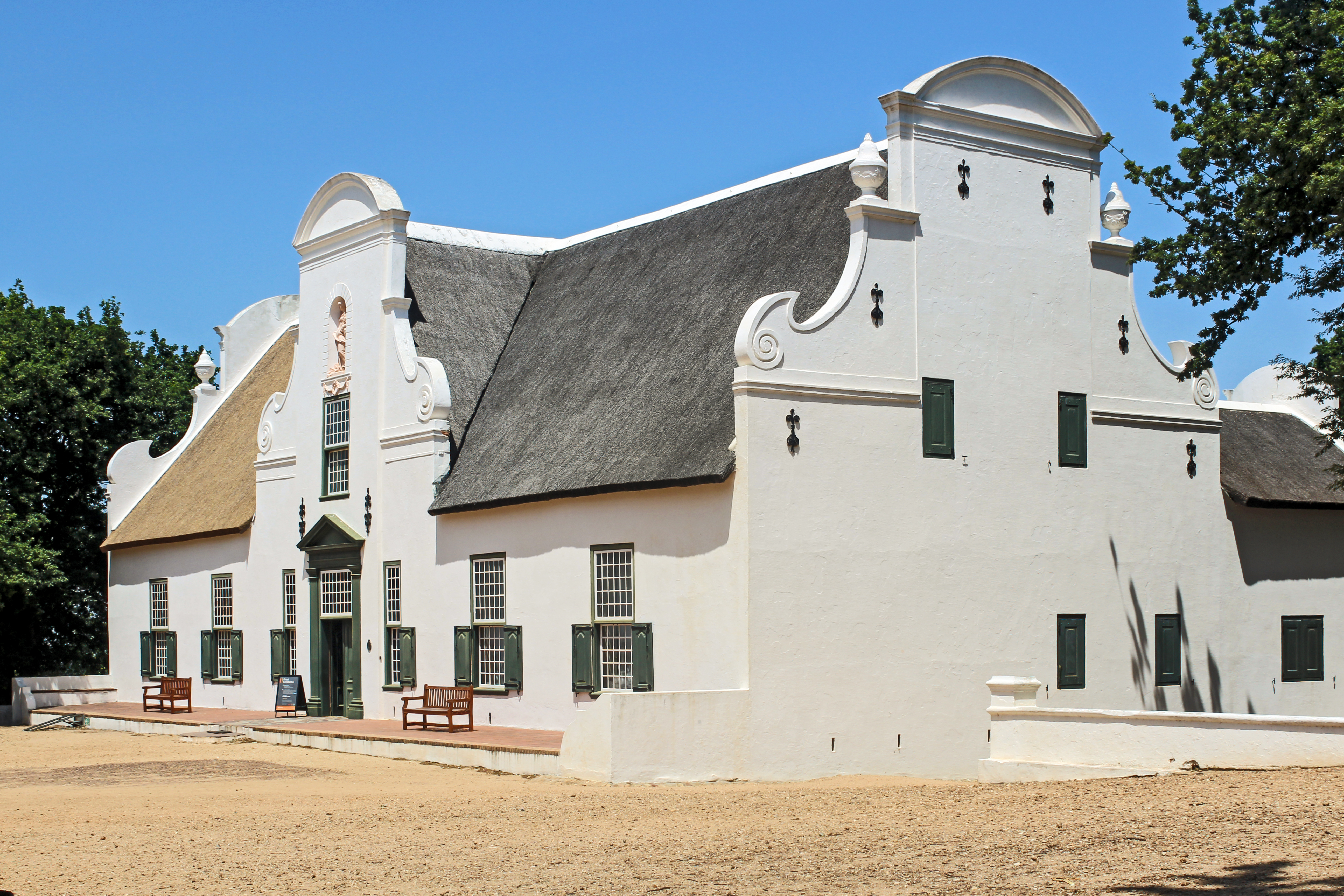
Casa principală a podgoriei Groot Constantia, lângă Cape Town

Arhitectura Cape Dutch (cunoscut și sub numele de arhitectura neerlandeză din Cape) este un stil arhitectural tradițional afrikaner găsit mai ales în provincia Western Cape din Africa de Sud, dar exemple moderne ale acestui stil au fost, de asemenea, exportate atât în vestul Australiei, cât și în Noua Zeelandă, de obicei pe terenurile viticole. Stilul a fost proeminent în primele zile (secolul al XVII-lea) ale Coloniei Capului, iar numele derivă din faptul că coloniștii inițiali ai regiunii Cape erau în primul rând neerlandezi. Stilul are rădăcini în Olanda medievală, Germania, Franța și Indonezia. 

## Caracteristici arhitecturale
Casele în acest stil au un design distinctiv și recognoscibil, cu o caracteristică proeminentă fiind frontoanele mari pe acoperiș cu ornamente rotunjite, care amintesc de caracteristicile arhitecturale ale caselor din Amsterdam construite în stil olandez. În timp ce această caracteristică este, probabil, cel mai ușor de recunoscut, nu este o caracteristică definitorie a stilului. Conacul de pe podgoria "Uitkyk" din Stellenbosch, de exemplu, nu are deloc un fronton pe acoperiș, dar rămâne clar în stilul Cape Dutch. La sfârșitul secolului al XVIII-lea, arhitectura Cape Dutch neoclasică influențat de stilul Georgian a fost foarte populară, însă rămân doar trei case în acest stil. Casele sunt, de asemenea, de obicei în formă de H, secțiunea din față a casei fiind de obicei flancată de două aripi care sunt perpendiculare cu acesta. 
Stilul arhitectura Cape Dutch este definit prin următoarele caracteristici: 
- Peretii albi
- Acoperiș cu paie
- Ferestre ghilotine mari de cabană din lemn
- Obloane exterioare din lemn
- Cladiri orizontale lungi, de obicei cu unu sau două etaje, adesea cu ferestre de mansardă (de top dormer)
- Detaliile verzi sunt adesea folosite

Majoritatea clădirilor de stil Cape Dutch din Cape Town s-au pierdut în urma noilor dezvoltări imobiliare - în special în privința cladirilor înalte din centrul orașului construite începând cu anii '60. Cu toate acestea, tradiția stilului Cape Dutch poate fi încă văzută în multe dintre fermele de pe renumita "Ruta Vinului" și în orașe istorice precum Stellenbosch, Paarl, Swellendam, Tulbagh și Graaff-Reinet. 

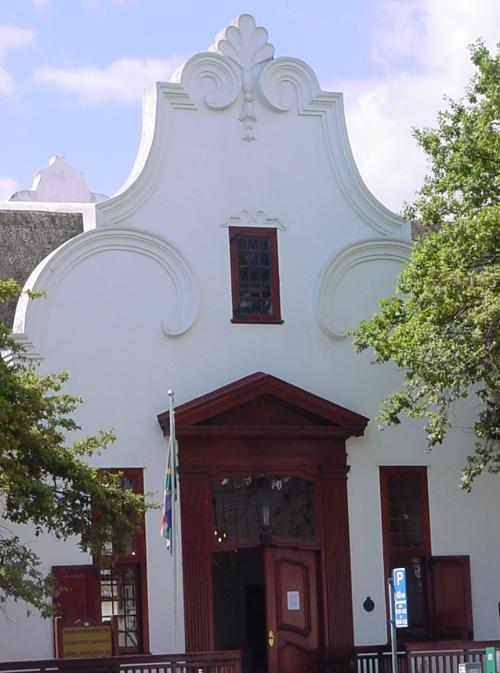
Un exemplu a unei frontoane mari cu ornamente rotunjite.

O trăsătură caracteristică a arhitecturii coloniale sud-africane care a atras atenția multor observatori este utilizarea extensivă a frontoanelor pe acoperiș. Cercetările anterioare au căutat în mod repetat să justifice termenul de "Cape Dutch" doar comparând forma decorativă a acestor frontoane cu cele din Amsterdam. Cu toate acestea, în a doua jumătate a secolului al XVIII-lea, perioada în care a avut loc întreaga dezvoltare a tradiției frontoanelor sud-africane, arhitectura frontoanelor de pe acoperiș a încetat treptat să se mai construiască în Amsterdam. Dar la nord de Amsterdam, de-a lungul râului Zaan, designul frontoanelor a rămas popular până la captarea regiunii Cape de către britanici. Frontoanele sud-africane de pe acoperiș au multe caracteristici în comun cu frontoanele văzute pe cladirile de-a lungul râului Zaan, în ciuda diferitelor materiale folosite.

## Stilul Cape Dutch Revival
La mijlocul secolului al XIX-lea, stilul arhitectural scăzuse din popularitate și multe dintre clădiri au fost lăsate să se degradeze. În 1893, Cecil John Rhodes a achiziționat ferma Groote Schuur (limba olandeză pentru, hambarul mare) și l-a angajat pe arhitectul celebru Sir Herbert Baker pentru a reproiecta conacul. Baker a căutat un stil vernacular din regiunea Cape și a atras influența din clădirile cu stilul Cape Dutch. În realitate, el a creat o casă de țară de stil englezesc cu frontoane pe acoperiș în stil Cape Dutch. Acest lucru a dus la stilul Cape Dutch Revival. În 1902, Baker a fost adus la Johannesburg de către grupul antreprenorial Randlords în urma victoriei britanice în Al Doilea Război al Burilor și a inclus frontoane pe acoperiș de stil Cape Dutch pe multe case din regiunea Rand. În urma unirea țării în 1910, stilul Cape Dutch Revival a devenit foarte popular ca stil vernacular sud-african. Spre deosebire de stilul Cape Dutch tradițional, stilul Cape Dutch Revival este definit aproape exclusiv de frontoane pe acoperiș ornamentate. Creșterea popularității stilului Cape Dutch Revival a dus la un interes reînnoit pentru arhitectura Cape Dutch și multe clădiri vechi cu stilul Cape Dutch tradițional au fost restaurate în această perioadă. 